# Axel Linvald
Axel Steffensen Linvald (født 28. januar 1886 i København, død 31. oktober 1965) var en dansk historiker og rigsarkivar.
Han blev født i København, men voksede op i Sønderjylland. Hans forældre var viceskoleinspektør F.C.C. Linvald og Maren født Steffensen.
Han blev student fra Schneekloths Skole i 1904. I 1910 tog han med bl.a. Aage Friis som lærer, magistergrad i historie, og han samlede derefter materiale til en disputats om Sønderjyllands historie, men hans arbejde blev afbrudt af 1. verdenskrigs udbrud i 1914. Han var samtidig medarbejder ved dagbladet Politiken, hvor han skrev om historiske og sønderjydske emner.
Han blev assistent (underarkivar) i Rigsarkivet 1912-22 og var på studierejser til Stockholm (1911), Berlin, Genève og Paris (1913).
Hans tidligste akademiske publicerede skrifter omhandlede danske landboforhold (Tönne Lüttichau og hans Stilling til Landbospørgsmaalet 1769 i: Historisk Tidsskrift 8, I, 1906) og Antvorskov og Vordingborg Krongodser : 1768-1774.Et Bidrag til Landboreformernes Historie, 2 (i: Fra Arkiv og Museum, 1905-1911), men hans hovedinteresse blev snart administrationshistorie. Han skrev en del artikler om Københavns administration til Historiske Meddelelser om København, et tidsskrift han også redigerede i forbindelse med sin stilling som rådstuearkivar 1923-1934.
I 1923 fremlagde han værket Kronprins Frederik og hans Regering 1797-1807 som disputats for doktorgraden ved Københavns Universitet, men det blev forkastet, trods en offentlig protest mod beslutningen af Kristian Erslev. Først i 1954 blev han æresdoktor ved Aarhus Universitet. På trods af nederlaget gav værket ham status af specialist i perioden omkring Englandskrigene og han skrev afsnittet til dette i Det danske Folks Historie (1928, genoptrykt i Schultz' Danmarkshistorie, 1948).
Hans hovedværk er værket om Kong Christian VIII: den unge prins (3. dele, Den unge Prins 1786-1813, 1943; Norges Statholder 1813-1814, 1952 og Før Eidsvoldgrundloven, 1965), der dog på grund af Linvalds grundige arkivstudier i emnet ikke nåede at blive fuldført til sin oprindelige planlagte længde.
Linvald var rigsarkivar i perioden 1934-56, kun afbrudt i 1943-45, da han på dette tidspunkt under Besættelsen måtte flygte til Sverige, eftersom hans hustru var jødisk. Han var desuden redaktør af Historisk Tidsskrift i perioden 1932-43.
Han blev medlem af Det kongelige danske Selskab for Fædrelandets Historie i 1926. Han var medlem af bestyrelsen for Instituttet for Historie- og Samfundsøkonomi i perioden 1936-1960, Det Danske Sprog- og Litteraturselskab 1936 og af Den Arnamagnæanske Kommission 1936-1961. Han var medlem af bestyrelsen for Arkivarforeningen 1917-19, formand for Kildeskriftselskabet 1938-1940, og Den danske historiske Forening 1942-1945 og for Historisk Samfund 1918-20 og 1922-28, for 4. S. 1907-20 og for Organisationen af fagligt uddannede Tjenestemænd ved Statens Arkiver, Biblioteker og Museer fra 1921-22. Han var direktør for Den Hielmstierne-Rosencroneske Stiftelse 1949-1963, medlem af den danske komité for Historikernes internationale Samarbejde (formand 1947-48) og af Comité international des sciences historiques 1926-50, korresponderende medlem af The Royal Historical Society i London fra 1930, af Kungliga Samfundet for utgifvande af håndskrifter rbrande Skandinaviens historia i Stockholm fra 1936, af Det norske Videnskaps-Akademi i Oslo fra 1953 og af The Indian Historical Records Commission fra 1953.
Han var fra 1923 sekretær i og 1931-48 medlem af Videnskabernes Selskabs Kommission til Undersøgelse af de i dansk Privateje bevarede Kilder til dansk Historie, medlem af Dansk Standardiseringsråd 1950-56, af bestyrelsen for Institutet for Historie og Samfundsøkonomi 1936 samt af forretningsudvalget 1949, af Selskabet for dansk Kulturhistorie 1937, af bestyrelsen for Dansk Kultursamfund 1936, for H.P. Hanssens Mindefond 1951 (formand 1954) og for Den Letterstedtske Forenings danske afdeling 1938 (formand 1946), formand for Selskabet til Udgivelse af Færøske Kildeskrifter og Studier 1943-57; og medlem af stednavneudvalget 1943. Han var Kommandør af Dannebrog og Dannebrogsmand.
Den 8. oktober 1913 ægtede han Adda født Cohen, datter af varemægler Just Cohen og hustru Fanny født Hannover. Sønnen Steffen Linvald blev kunsthistoriker.